# Parafia Zesłania Ducha Świętego w Bełchatowie
Parafia Zesłania Ducha Świętego w Bełchatowie – rzymskokatolicka parafia  w dekanacie bełchatowskim archidiecezji łódzkiej,

## Historia
Parafia erygowana 21 sierpnia 1998 r. przez arcybiskupa Władysława Ziółka (pierwszym proboszczem mianowano ks. Władysława Staśkiewicza, który swą duszpasterską posługę sprawuje w tej parafii do dziś).

## Kościół parafialny
Budowa kościoła parafialnego została rozpoczęta w roku 2002 i trwa.

## Terytorium parafii
Parafia obejmująca swoim obszarem osiedle Przytorze oraz wsie Ludwików i Nowy Świat.